# Городская клиническая больница № 67 имени Л. А. Ворохобова
Городская клиническая больница имени Л. А. Ворохобова (c марта 1959 до 29 ноября 2011 года — Московская городская клиническая больница № 67) — многопрофильное медицинское учреждение в г. Москве. Используется как база для кафедр медицинских высших учебных заведений.
Полное наименование — Государственное бюджетное учреждение здравоохранения города Москвы «Городская клиническая больница имени Л. А. Ворохобова» Департамента здравоохранения города Москвы.

## История
Городская клиническая больница № 67 была основана в 1959 году по распоряжению Исполнительного комитета Московского городского Совета трудящихся от 12 января 1959 года № 146 и последующего приказа Московского городского отдела здравоохранения от 23 января 1959 года № 52. В марте 1959 года был открыт детский корпус на 120 коек.
В 1959 году в больнице насчитывалось 1,4 тысячи коек. По данным на 1978 год, в больнице было 2,1 тысяча коек и 57 отделений. Отделение для лечения спинальных больных на тот момент было крупнейшим в Москве. В больнице были травматологические отделения с бассейнами, реанимационное отделение, отделение ранних сроков беременности и родильный дом для женщин с сердечно-сосудистой патологией. При больнице действовали клиники 1-го Московского медицинского института и ЦИУВ.
29 ноября 2011 года Городская клиническая больница № 67 получила имя детского хирурга Л. А. Ворохобова (1920—1999)

### Главные врачи
- Петропольская Людмила Васильевна (1959—1962).
- Петрушко Полина Семеновна (1962—1985.
- Раджабов Азамат Салиевич (1985—2001)[2].
- Адаменко Александр Михайлович (2001—2004).
- Шкода Андрей Сергеевич (с 2005 — 2024) [2].
- Войновский Александр Евгеньевич  (2024 - наст. время)

## Состав больницы
В 2012 году к больнице в качестве филиала была присоединена медико-санитарная часть № 60, а в 2014 — родильный дом № 1.
В целях развития централизованных лабораторных исследований в 2014 году была выделена в отдельное структурное подразделение микробиологическая лаборатория, которая оснащена комплексом автоматизированной бактериологической лаборатории BD Kiestra.
В 2019 году в целях сокращения времени пребывания пациентов в приёмном отделении больницы был введён новый формат работы «Врач к пациенту». Суть нововведения заключается в том, что больным не приходится больше ходить по кабинетам, они помещаются в один из профильных смотровых блоков, а врачи сами приходят и производят нужные обследования.

## Структура

### Спинальный центр нейрохирургии
- Первое отделение нейрохирургии
- Третье отделение нейрохирургии[15]
- Отделения лечебной физкультуры[16].

### Центр лабораторной диагностики
- Лаборатория микробиологии
- Клинико-диагностическая лаборатория[17].

### Приемно-диагностический центр
- Приемное отделение,
- Консультативно-диагностический центр[18].

### Диагностическая служба
- Рентгенорадиологический отдел,
- Отделение функциональной диагностики,
- Отделение компьютерной и магнитно-резонансной томографии,
- Отделение ультразвуковой диагностики[19].

### Центр хирургии
- Первое хирургическое отделение,
- Второе хирургическое отделение,
- Отделение оториноларингологии,
- Отделение гинекологии,
- Отделение офтальмологии,
- Отделение гнойной хирургии,
- Отделение колопроктологии,
- Отделение урологии,
- Отделение эндоскопии,
- Отделение эндоваскулярной хирургии[20].

### Центр терапии
- 1-е отделение неврологии,
- 2-е отделение неврологии,
- 1-е отделение эндокринологии,
- 2-е отделение эндокринологии,
- 2-е отделение кардиологии,
- 3-е отделение кардиологии,
- 4-е отделение терапии,
- Отделение соматопсихиатрии,
- Региональный сосудистый центр[21].

### Региональный сосудистый центр
- Отделение общей неврологии
- Отделение неврологии для пациентов с инсультом
- Отделение нейрореанимации для пациентов с инсультом[22].

### Центр анестезиологии и реанимации
- Отделение реанимации № 1,
- Отделение реанимации № 2,
- Отделение реанимации № 4,
- Отделение реанимации № 5,
- Отделение анестезиологии,
- Отделение кардиореанимации[23].

### Центр травматологии и ортопедии
- Отделение нейрохирургии № 2
- Отделение неотложной травмы
- Отделение травматологии № 6
- Отделение ортопедии[24].

### Патологоанатомическая служба
- Ритуальная служба[25].

### Медико-санитарная часть № 60 и 80
- Отделение реабилитации филиала ГКБ № 67 им. Л. А. Ворохобова,
- Отделение терапии филиала ГКБ № 67 им. Л. А. Ворохобова,
- Отделение реанимации филиала ГКБ № 67 им. Л. А. Ворохобова,
- Поликлиника
- Платные медицинские услуги[2][26].

### Филиал родильный дом № 1
- Консультативно-диагностическое отделение (КДО);
- Первое акушерское отделение патологии беременности;
- Отделение анестезиологии — реанимации для взрослых,
- Родовое отделение,
- Отделение перинатальной диагностики,
- Акушерские физиологические отделения № 1 и № 2,
- Отделение реанимации и интенсивной терапии для новорожденных и недоношенных детей,
- Отделение новорожденных и Платные медицинские услуги на базе Родильного дома № 1,
- Платные медицинские услуги на базе Родильного дома № 1[2][27].

### Женские консультации при родильном доме № 1
- Филиал «Женская консультация Митино»,
- Филиал «Женская консультация Северное Тушино»,
- Филиал «Женская консультация Куркино»,
- Отделение перинатальной диагностики,
- Кабинет медико-социально помощи,
- Кабинеты специализированного приема[28].

### Центр клинических исследований
- Клинические исследования лекарственных средств
- Клинические испытания медицинских изделий[29].

### Телемедицинский центр
- Дистанционный прием врача (амбулаторный) по направлениям
- Дистанционный анализ результатов исследований
- Телеконференции,
- Телеобучение[30].

## Награды
- Лауреат премии «Призвание» 2009 года в номинации «За проведение уникальной операции»[10][31], лауреат в номинации «За создание нового направления в медицине» (2010).
- Больница награждена Почётной грамотой Счётной палаты Российской Федерации (2012).
- Фестиваль «Формула жизни» 2012 года, врачи С. Г. Ведяшкина и Д. Н. Дзукаев были признаны лучшими специалистами (2012)[9][10],
- Лауреат фестиваля «Формула жизни» в номинации «За инновации и прогресс» (2014)[2].